# Bieliny (Bartoszyce)
Bieliny (deutsch Bellienen) ist ein Ort in der polnischen Woiwodschaft Ermland-Masuren. Er gehört zur Gmina Bartoszyce (Landgemeinde Bartenstein) im Powiat Bartoszycki (Kreis Bartenstein (Ostpr.)).

## Geographische Lage
Bieliny liegt in der nördlichen Mitte der Woiwodschaft Ermland-Masuren, 35 Kilometer südöstlich der früheren und heute auf russischem Hoheitsgebiet gelegenen Kreisstadt Friedland (russisch Prawdinsk) bzw. 14 Kilometer südöstlich der heutigen Kreismetropole Bartoszyce (deutsch Bartenstein).

## Geschichte
Das einstige Pelin – nach 1414 Belienen und nach 1785 Bellienen genannt – bestand aus einem mit einem Park sowie Teich versehenen Gut samt einem Waldhaus, das 1,5 Kilometer weiter westlich lag. Es war ein Vorwerk zum Gut Beyditten (polnisch Bajdyty). Besitzer war 1820 die Erbengemeinschaft von der Groeben.
Am 10. April 1901 entstand aus dem Vorwerk Bellienen der selbständige Gutsbezirk Bellienen, der dann auch Teil des Amtsbezirks Beyditten im ostpreußischen Kreis Friedland (ab 1927 „Kreis Bartenstein“) wurde. Im Jahre 1910 zählte Bellienen 69 Einwohner. Anfang des 20. Jahrhunderts war bis 1945 Familie Triebel Eigentümer des Gts Bellienen.
Am 1. November 1928 gab Bellienen seine Selbständigkeit wieder auf und schloss sich mit den Nachbargutsbezirken Beyditten (polnisch Bajdyty), Groß Sonnenburg (Drawa) und Mäckelburgs (1938 bis 1945 Mäckelburg, polnisch Michałowo) zur Landgemeinde Beyditten zusammen.
1945 erhielt Bellienen die polnische Namensform „Bieliny“, nachdem das gesamte südliche Ostpreußen in Kriegsfolge zu Polen kam. Heute ist der Ort Teil der Landgemeinde Bartoszyce (Bartenstein) im Powiat Bartoszycki (Kreis Bartenstein (Ostpr.)), von 1975 bis 1998 der Woiwodschaft Olsztyn, seither der Woiwodschaft Ermland-Masuren zugehörig. Im Jahre 2021 zählte Bieliny sechs Ekinwohner.

## Religion
Christentum
Bis 1945 war Bellienen in die evangelische Dorfkirche Groß Schwansfeld (polnisch Łabędnik) in der Kirchenprovinz Ostpreußen der Kirche der Altpreußischen Union, außerdem in die römisch-katholische Kirche St. Bruno in Bartenstein im damaligen Bistum Ermland eingepfarrt.
Heute gehört Bieliny zur katholischen Pfarrei Maria vom Siege in Łabędnik (Groß Schwansfeld) im jetzigen Erzbistum Ermland, sowie zur evangelischen Kirche Bartoszyce, einer Filialkirche der Johanneskirche in Kętrzyn (Rastenburg) in der Diözese Masuren der Evangelisch-Augsburgischen Kirche in Polen.

## Verkehr
Bieliny liegt an einer Nebenstraße, die von Galiny (Gallingen) an der polnischen Landesstraße 57 (frühere deutsche Reichsstraße 128) über Gromki (Grommels) nach Bajdyty (Beyditten) führt. Außerdem besteht eine Landwegverbindung von Łabędnik an der Woiwodschaftsstraße 592 (frühere Reichsstraße 135) nach Bieliny.
Eine Anbindung an den Bahnverkehr besteht nicht.